# ^txt2regex$
^txt2regex$ è un programma che, tramite una procedura guidata, permette di creare espressioni regolari semplicemente ponendo una sequenza di domande. Esso riesce ad elaborare espressioni regolari per linguaggi di programmazione, linguaggi di scripting, editor di testo, database management system.

## Supporto
In seguito, linguaggi di programmazione, editor di testo e database management system supportati:
Awk  ·  Egrep  ·  Emacs  ·  Expect  ·  Find  ·  Gawk  ·  Grep  ·  JavaScript  ·  Lex  ·  Lisp  ·  mawk  ·  MySQL  ·  ooo  ·  Perl  ·  PHP  ·  Python  ·  PostgreSQL  ·  procmail  ·  Vim (editor di testo)  ·  Vi  ·  Sed  ·  Ed (Unix)  ·  VBScript  ·  Gawk  ·  Tcl